# Lilla Svartsjön, Småland
Lilla Svartsjön är en sjö i Västerviks kommun i Småland och ingår i Storån-Botorpsströmmens kustområde. Sjön har en area på 0,13 kvadratkilometer och ligger 64,7 meter över havet. Sjön avvattnas av vattendraget Gunneboån.

## Delavrinningsområde
Lilla Svartsjön ingår i det delavrinningsområde (640689-153104) som SMHI kallar för Inloppet i Fälgaren. Medelhöjden är 79 meter över havet och ytan är 12,11 kvadratkilometer. Det finns inga avrinningsområden uppströms utan avrinningsområdet är högsta punkten. Avrinningsområdets utflöde Gunneboån mynnar i havet. Avrinningsområdet består mestadels av skog (72 procent) och jordbruk (15 procent). Avrinningsområdet har 0,38 kvadratkilometer vattenytor vilket ger det en sjöprocent på 3,1 procent.